# 2811 Stremchovi
2811 Stremchovi је астероид главног астероидног појаса чија средња удаљеност од Сунца износи 2,863 астрономских јединица (АЈ).
Апсолутна магнитуда астероида је 11,9.